# 测井地质学
测井地质学是以地质学和岩石物理学的基本理论为指导，综合运用各种测井信息，来解决地层学、构造地质学、沉积学、石油地质学以及油田地质学中各种地质问题的一门科学。